# Matrice permutativa generalizzata
In matematica, una matrice permutativa generalizzata è una matrice con le coordinate non nulle collocate come le coordinate uguali ad 1 in una matrice di permutazione, cioè una matrice che ha esattamente un elemento non nullo in ogni riga e in ogni colonna.
Un esempio di matrice di permutazione generalizzata è
{\displaystyle {\begin{bmatrix}0&0&3&0\\0&-2&0&0\\1&0&0&0\\0&0&0&1\end{bmatrix}}}
Un interessante teorema afferma:
Se una matrice non singolare e la sua inversa sono entrambe matrici non negative, cioè matrici con coordinate non negative, allora la matrice è una matrice permutativa generalizzata.